# Челябинский уезд
Челябинский уе́зд — административная единица в составе Пермского наместничества, Уфимского наместничества, Оренбургской губернии и Челябинской губернии Российской империи и РСФСР, существовавшая в 1781 — 1923 годах. Уездный город — Челябинск.

## История
Уезд создан в 1781 г. в составе Екатеринбургской области Пермского наместничества. Переподчинён и включен 30 апреля 1782 года в состав Уфимской области Уфимского наместничества. После упразднения наместничеств, с 12 декабря 1796 года входил в состав Оренбургской губернии.
20 марта 1919 года из Челябинского уезда в Аргаяшский кантон новообразованной Автономной Башкирской ССР были переданы Мавлютовская, Метелевская, Мухаметкулуевская, Султаевская и Черлинская волости, а в Яланский кантон — Карасевская, Катайская, Сарт-Абдрашитовская и Сарт-Калмыковская волости.
27 августа 1919 года уезд отошёл Челябинской губернии. В 1923 году Челябинский уезд был упразднён, его территория вошла в состав Челябинского округа Уральской области.

## Климат
Климат континентальный, выражающийся резкими крайностями температуры: воздух колеблется между +26,6° и −38,8°; в общем, климат здоровый, но местами, в низинах, он переходит в болотистый с частыми туманами и лихорадками.

## География

### Географическое положение
Челябинский уезд занимал самую низменную северо-восточную часть Оренбургской губернии, гранича с востока с реками Тоболом и Уем, с северо-запада — с рекой Миассом.

#### Рельеф
Если взять направление с запада на восток, по линии Сибирской железной дороги, то местность, занимаемая Челябинским уездом, представляется несколько холмистой, усеяна сопками порфира и гранита (отдалённые отроги Ильменских гор), но далее к востоку становится ровной, плоской, испещрённой множеством озёр и покрытой небольшими берёзовыми перелесками. В этой части высшей точкой является станица Звериноголовская — 47 футов над уровнем моря.

#### Гидрография
Уезд орошается водной системой реки Тобол, главным образом притоком реки Исети, рекой Миас, прорезывающей уезд во всю длину в северной части, реками Куртамышом и Чумляком, но эти две реки незначительны. Самое же главное орошение Челябинского уезда состоит из цепи озёр, которыми он испещрён; из всех 1500 озёр Пермской губернии на Челябинский уезд приходится 1150; озёра не отличаются своей величиной — очень немногие имеют длины более 10 вёрст; по характеру они подразделяются на пресные, солёные и горькие, причём разбросаны без всякого порядка: рядом с пресными озёрами лежат солёные или горькие; солёных озёр насчитывается в уезде 12, горьких 57, остальные пресные, что даёт возможность селиться по их берегам. Из солёных озёр необходимо отметить по добыче соли озёра: Кулат, Чараткуль, Копыловское, Таузаткуль, Куртул-Куль. В некоторых частях уезда, преимущественно в восточной, встречаются небольшие болота, поросшие мелким березняком.

#### Растительность
Челябинский уезд принадлежит к безлесным — только изредка встречаются берёзовые рощи, да в северо-восточном углу, на границе с Пермской и Тобольской губерниями, попадается строевой сосновый лес; такой же лес встречается по берегу реки Куртамыш.
В отношении растительности общая характеристика Челябинского уезда может быть выражена таким образом: долины и степи богаты луговым и пастбищами, являющимися прекрасными выкормными и сенокосными угодьями, среди которых врезываются небольшие куртины берёзовых рощ, среди уцелевших ещё ковыльных целин встречаются сосновые боры. Челябинский уезд богат лугами, преимущественно низменными, которые дают хорошие укосы и отличные отавы; но есть суходольные покосы. Из луговых трав встречаются: лисохвост, оржанец, овсянник, мятлик, пырей; из многолиственных: колокольчики, тминник, одуванчик, щавель и др. В последнее время луговодство стало давать населению значительный доход, благодаря сдаче пастбищ под выкорм промышленных гуртов, а также отправки сена в прессованном виде на крупные рынки потребления. Площадь, занимаемая Челябинским уездом, определяется в 34364,6 кв. вёрст или 3579 тыс. десятин; из них около 1000 кв. вёрст (10 тыс. десятин) занято озёрами, около 100 тыс. десятин — лесом; по пространству Челябинский уезд занимает в Оренбургской губернии третье место (больше его уезды Верхнеуральский и Орский).

## Население
Жителей по переписи 1897 г. (исключая город Челябинск), 397146 (194078 мужчин, 203068 женщин). 641 населённый пункт: 7 станиц, 109 посёлков, 53 села, 427 деревень, 14 выселков, 20 хуторов, 2 слободы, 1 завод, 8 кордонов; довольно значительными были станицы Усть-Уйская (9500 жителей) и Звериноголовская (7500 жителей). Казаков в Челябинском уезде насчитывалось в 1882 г. 52833 души, в начале XX века — более 60 тысяч; они были расселены в 7 станицах и 111 поселениях. Мусульманское население (10 %) состояло главным образом из башкир; ещё было незначительное число нагайбаков.
Население уезда по родному языку (на 1897 год)
| Язык        | Численность населения | %     |
| ----------- | --------------------- | ----- |
| русский     | 351 424               | 85,08 |
| башкирский  | 50 658                | 12,26 |
| татарский   | 3 955                 | 0,96  |
| мишарский   | 2 102                 | 0,51  |
| украинский  | 1 246                 | 0,30  |
| казахский   | 1 031                 | 0,25  |
| мордовские  | 610                   | 0,15  |
| польский    | 593                   | 0,14  |
| еврейский   | 314                   | 0,08  |
| белорусский | 309                   | 0,07  |
| коми        | 262                   | 0,06  |
| немецкий    | 153                   | 0,04  |
| цыганский   | 148                   | 0,04  |
| тептярский  | 108                   | 0,03  |
| другие      | 159                   | 0,04  |

| Язык        | Численность населения | %     |
| ----------- | --------------------- | ----- |
| русский     | 18 091                | 90,46 |
| татарский   | 445                   | 2,23  |
| еврейский   | 298                   | 1,49  |
| мишарский   | 272                   | 1,36  |
| польский    | 219                   | 1,10  |
| башкирский  | 187                   | 0,94  |
| украинский  | 178                   | 0,89  |
| коми        | 104                   | 0,52  |
| немецкий    | 62                    | 0,31  |
| белорусский | 40                    | 0,20  |
| другие      | 102                   | 0,51  |

## Административное устройство
В 1913 году в состав уезда входило 19 волостей:
| - Андреевская волость — с. Петровское, - Белоярская волость, - Введенская волость, - Воскресенская волость, - Долговская волость, - Долгодеревенская волость, - Еткульская волость, - Заманиловская волость, - Звериноголовская волость, - Иванковская волость, - Ичкинская волость — д. Альменево, - Каменная волость, - Каминская волость, - Карасевская волость, | - Карасинская волость, - Карачельская волость, - Катайская волость — д. Танрыкулово, - Кипельская волость, - Кислянская волость, - Косулинская волость, - Кочердыкская волость — с. Кочердык, - Куртамышевская волость — с. Куртамыш, - Маслейская волость, - Метелевская волость, - Миасская волость — Миасская крепость (в дальнейшем станица), - Мухаметкулуевская волость — хутор Мухаметкулуевский (сейчас село Кулуево) - Окуневская волость, - Птиченская волость, | - Рижская волость, - Сарт-Калмыкская волость — д. Абдульменева, - Становская волость, - Султаевская волость, - Сухоборская волость, - Таловская волость, - Усть-Уйская волость, - Челябинская волость, - Черлинская волость, - Чумлякская волость, - Черлинская волость — д. Курманова, - Шаламовская волость. |

## Экономика

### Земледелие
Главное занятие населения — хлебопашество. Система хозяйства у крестьян была трёхпольная, у казаков переложная, но и они начинали переходить на трёхполье. Высевались озимая рожь, ярица, пшеница (белотурка и кубанка), овёс, ячмень, просо, всего до 800 тыс. четвертей разного хлеба, которые при среднем урожае давали около 3 млн четвертей сбора (приблизительно 7-8 четвертей на душу), что давало возможность экспортировать хлеб, особенно пшеницу, за пределы уезда.

#### Скотоводство
В 1900 г. лошадей было 208478, крупного рогатого скота 253918 голов, овец 371749, коз 16678. Скотоводство носило промышленный характер, особенно среди населения станицы Звериноголовской и села Куртамыш, куда прикочёвывали киргизы со своими стадами.
Ветеринарное дело было поставлено сравнительно неплохо, но население ещё не привыкло обращаться к помощи научной ветеринарии, а по-прежнему предпочитало пользоваться услугами коновалов, которых в Челябинский уезд поставляла преимущественно соседняя Тобольская губерния.

#### Рыболовство
Рыболовство служило большим подспорьем в хозяйстве Челябинского уезда, благодаря обилию озёр. Последние, принадлежавшие министерству земледелия, оренбургскому казачьему войску, башкирам и крестьянским обществам, сдавались обыкновенно в аренду на более или менее продолжительные сроки рыбопромышленникам соседних губерний, Пермской и Вятской; значительные рыбные ловли раздроблялись арендаторами на мелкие участки и раздавались в наём разным лицам.
В пользовании местных жителей оставались самые незначительные ловли, и редкие из них эксплуатировались владельцами с промышленной целью. Башкиры сами рыбой не пользовались, а сбывали весь свой улов на ближайших базарах.

#### Промышленность
В уезде было много заводов, обрабатывающих сырьё, главным образом кожи и сало; всего заводов около 250, с производством на сумму 700 тыс. руб. До 80 ярмарок, ежегодный оборот которых — 6500000 руб. по привозу и свыше 2 млн руб. по продаже товаров; сверх того, на ярмарки пригонялось до 10-15 тыс. лошадей и до 50 тыс. голов крупного рогатого скота.

## Образование
Народное образование поставлено плохо: мусульманское население относилось к делу просвещения индифферентно; грамотные составляли 30 %; главный их процент давало казачье население, а самый незначительный — башкиры.
В 1916 году, в соответствии с рекомендациями Оренбургского губернского педагогического совещания, в Челябинске был создан Отдел по народному образованию при городской управе. 